# Tilman Döbler

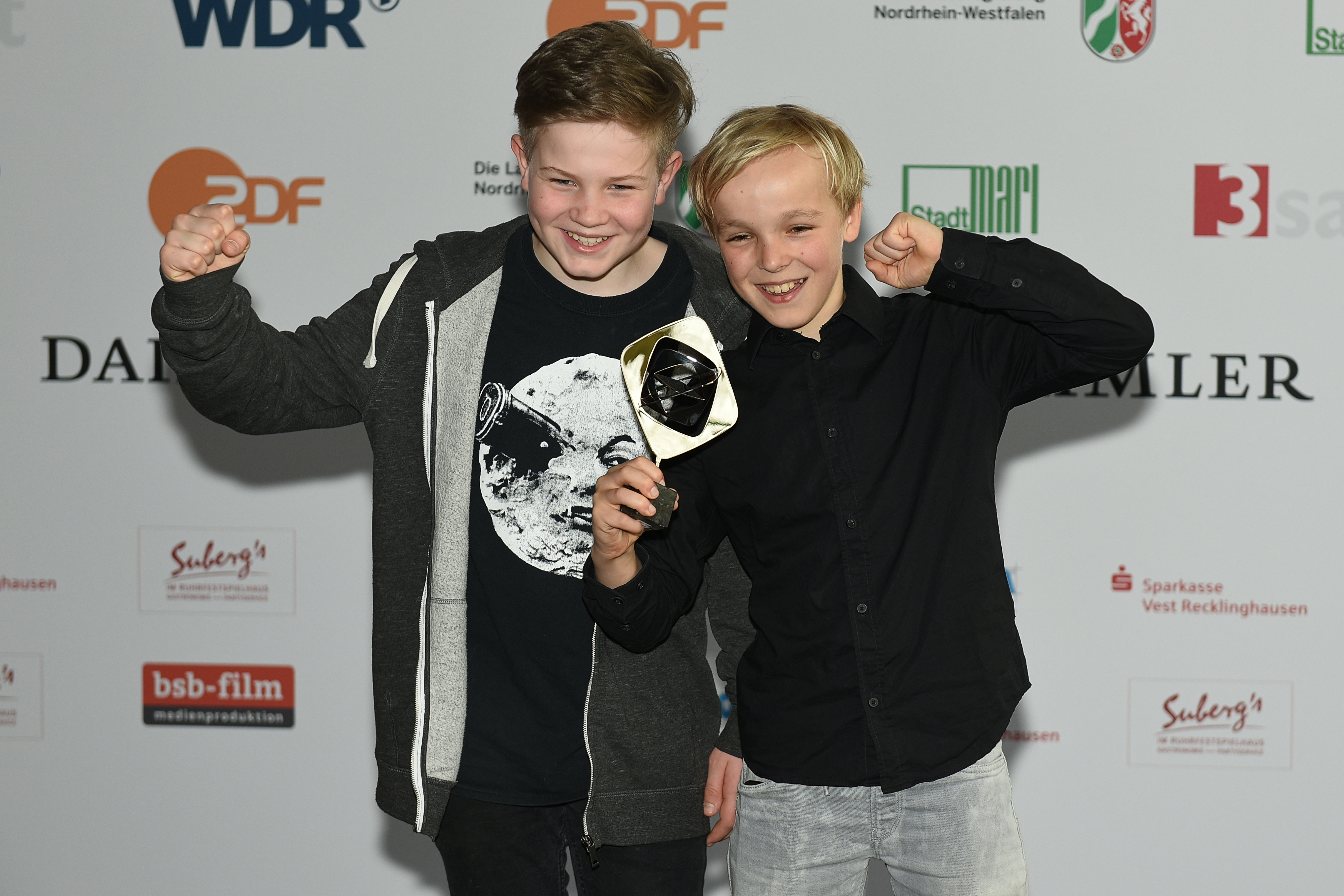
Tilman Döbler (rechts) mit Valentin Wessely bei der Verleihung des Grimme-Preises 2018

Tilman Döbler (* 2006 in Berlin) ist ein deutscher Schauspieler und Synchronsprecher. Er begann seine Karriere als Kinderdarsteller und ist Träger des Grimme-Preises (2018).

## Werdegang
Tilman Döbler spielte bereits als kleineres Kind in einer privaten Theatergruppe mit und war an einer Filmproduktion von Hochschulstudenten beteiligt. Sein Debüt gab er 2016 als Finn Rosinski im Fernsehfilm Wir sind die Rosinskis. Noch im selben Jahr spielte er im Spielfilmdebüt Ferien von Bernadette Knoller den Jungen Pete und übernahm die Hauptrolle im Musikvideo zum Titel Immun des Musikers Romano, an dessen Seite er bereits in Wir sind die Rosinskis gespielt hatte.

In der internationalen Co-Produktion Überflieger – Kleine Vögel, großes Geklapper (englisch: Richard the Stork) sprach Döbler 2017 die deutsche Stimme des Protagonisten Richard. Ebenfalls im Jahr 2017 war er neben Valentin Wessely (* 2005) als Hauptdarsteller in der Rolle des Fred Ernst in dem mehrfach ausgezeichneten Fernsehfilm Zuckersand von Drehbuchautor und Regisseur Dirk Kummer zu sehen. Gemeinsam mit Wessely erhielt er stellvertretend für das gesamte Darsteller-Ensemble den Grimme-Preis 2018. Die Wochenzeitung Die Zeit würdigte seine schauspielerische Leistung in Zuckersand wie folgt: 

„Die schauspielerische Leistung von Tilman Döbler als Fred kann man gar nicht genug würdigen. Grandios verkörpert er, wie Kinder täglich mit dem politischen System konfrontiert wurden, ohne es zu verstehen.“

Für den Film Ballon (2018) arbeitete Döbler mit dem Münchner Produzenten und Regisseur Michael „Bully“ Herbig zusammen.
Im Jahr 2019 spielte Tilman Döbler in einer neuen und freien Verfilmung des mehrteiligen Kinderbuches Alfons Zitterbacke aus dem Jahr 1958 von Gerhard Holtz-Baumert die Hauptrolle.

## Filmografie
als Schauspieler
- 2016: Wir sind die Rosinskis (als Finn Rosinski)
- 2016: Ferien (als Pete)
- 2017: Zuckersand (als Fred Ernst)
- 2018: Ballon (als Andreas „Fitscher“ Strelzyk)
- 2019: Alfons Zitterbacke – Das Chaos ist zurück (als Alfons Zitterbacke)
- 2025: Mit der Faust in die Welt schlagen

als Synchronsprecher
- 2017: Überflieger – Kleine Vögel, großes Geklapper (als Richard)